# Pachtakor Tasjkent
Pachtakor Tasjkent is een Oezbeekse voetbalclub uit de hoofdstad Tasjkent. Pachtakor betekent letterlijk vertaald katoenteler in het Nederlands. Oezbekistan was binnen de Sovjet-Unie verantwoordelijk voor de katoenteelt.

## Geschiedenis
De club werd in 1956 opgericht en is ongetwijfeld de succesvolste club van Oezbekistan, ten tijde van de Sovjet-Unie speelde Pachtakor 22 seizoenen in de hoogste klasse, de beste notering was een 6de plaats ('62 en '82). In 1968 werd de finale van de beker bereikt maar de club verloor met 0-1 van Torpedo Moskou. In 1979 kwam 17 spelers om het leven bij de vliegtuigbotsing bij Dnjeprodzerzjinsk, waaronder Vladimir Fjodorov die op amper 23-jarige leeftijd al 18 interlands gespeeld had alsook Michail An, Alim Asjirov en Vladimir Makarov. Andrej Jakoebik van Dinamo Moskou was een van de spelers die vrijwillig de overstap maakte naar Pachtakor om een nieuw team te vormen. In 1982 werd hij zelfs topschutter van de competitie en leidde hij zijn team naar een zesde plaats in de competitie, hun beste resultaat. Na degradatie in 1984 speelde de club tot 1990 in de tweede klasse en speelde zo in het laatste seizoen van de Top Liga opnieuw op het hoogste niveau.
Na de onafhankelijkheid werd de club meteen kampioen, daarna duurde het enkele jaren vooraleer de club een nieuwe titel kon halen maar de laatste jaren is de club onbetwist de nummer 1 van het land en in 2003 en 2004 werd zelfs de halve finale van de AFC Champions League bereikt.

## Erelijst
- Uzbekistan Super League
  - 1992, 1998, 2002, 2003, 2004, 2005, 2006, 2007, 2012, 2014, 2015, 2019, 2020, 2021, 2022, 2023
- O‘zbekiston Kubogi
  - Winnaar: 1993, 1997, 2001, 2002, 2003, 2004, 2005, 2006, 2007, 2009, 2011, 2019, 2020
- Oʻzbekiston Superkubogi
  - 2021, 2022
- Oʻzbekiston PFL Kubogi
  - 2019
- Pervaja Liga
  - 1972
- GOS-beker
  - 2007

## Bekende (ex-)spelers
- Berador Abdoeraimov
- Vladimir Dolbonosov
- Maksim Sjatskich
- Matthew Steenvoorden